# Cul-de-sac (gare)
Pour les articles homonymes, voir Cul-de-sac.
 (février 2020).
Si vous disposez d'ouvrages ou d'articles de référence ou si vous connaissez des sites web de qualité traitant du thème abordé ici, merci de compléter l'article en donnant les références utiles à sa vérifiabilité et en les liant à la section « Notes et références ».
 (février 2020).
Améliorez-le ou discutez des points à vérifier. 
 (juillet 2021).

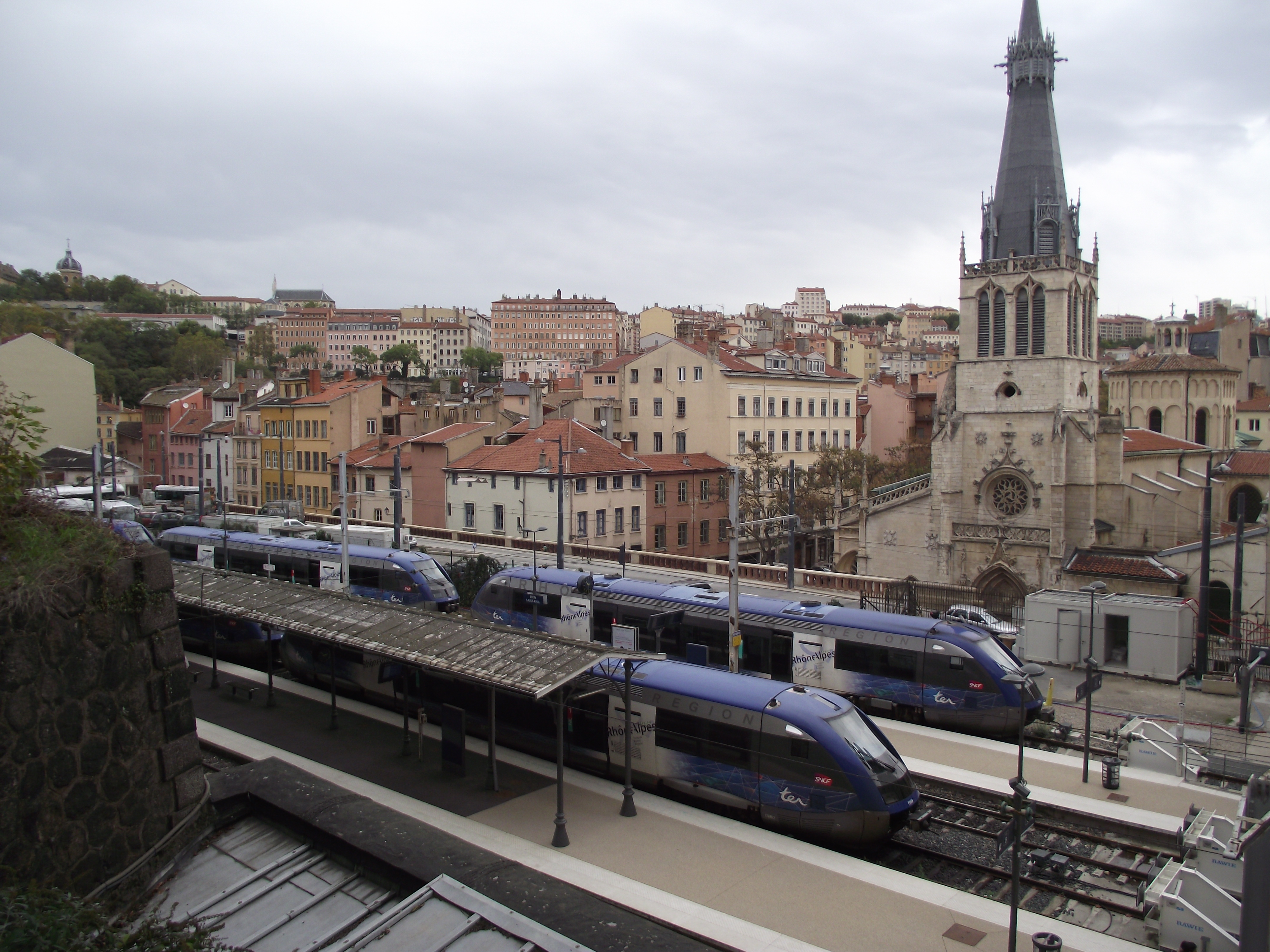
La gare de Lyon-Saint-Paul (France) est un exemple de gare en cul-de-sac.

Une gare en cul-de-sac (ou gare tête de ligne) est une gare ferroviaire qui ne possède pas d'issue. Les voies se terminent à l'extrémité des quais. On parle de voie en cul-de-sac (ou voie en impasse) pour désigner une voie qui n'est reliée au réseau qu'à une de ses extrémités (l'autre se terminant quasi toujours par un butoir). Les gares en cul-de-sac sont aussi parfois appelées gare terminus, du fait du nombre important de voyages s'y terminant du fait de la configuration de la gare.
L'opposé est une gare de passage ou une voie de passage.

## Exemples de gares terminus
Des exemples principaux sont :
- les villes françaises les plus importantes vers 1850 : Paris (gares d'Austerlitz, de l'Est, de Lyon, Montparnasse, du Nord, Saint-Lazare) et Lyon (Croix-Rousse en 1863, Saint-Paul en 1876)
- des villes parmi les premières desservies avant 1850, étant d'anciens terminus : gares d'Orléans, de Tours.
- des villes autrefois de passage sur une ligne qui a partiellement fermé par la suite, la gare est devenue en cul-de-sac : gares de Sarlat, Mazamet.
- des villes à restriction géographique (bord de mer, montagne, frontière) : gares de Calvi, Marseille-Saint-Charles, Lille-Flandres, Le Havre, Brest, Briançon, Bourg-Saint-Maurice, Digne, Le Croisic, Les Sables d'Olonne, Royan, etc.

Le rebroussement peut également être une solution permettant de racheter un dénivelé important lorsque l'environnement est très contraignant, comme sur la ligne La Chaux-de-Fonds – Le Noirmont – Glovelier à l'arrêt Combe-Tabeillon.

## Mise en œuvre

### Exploitation
L'intervalle minimal entre deux trains  à quai est de  8 à 15 minutes, contre 2 minutes dans une gare traversante
Les liaisons qui se poursuivent après une gare en cul-de-sac nécessitent un rebroussement, comme pour les trains assurant une liaison Paris-Marseille-Nice/Toulon (rebroussement à Marseille-Saint-Charles, majoritairement gare-terminus) ou la gare de Morez sur la ligne d'Andelot-en-Montagne à La Cluse (gare de passage à rebroussement). On peut alors parler de gare de rebroussement.[réf. nécessaire]
Il faut utiliser un train réversible ou changer la position de la locomotive.
Un tiroir de manœuvre peut être installé dans une gare terminus pour faire changer de voie les matériels devant repartir dans l'autre sens.
Une voie à petite vitesse peut servir à faire le demi-tour, évitant le rebroussement et le retournement de la locomotive sur une plaque tournante, comme à la gare de Forcalquier.

### Accidentologie

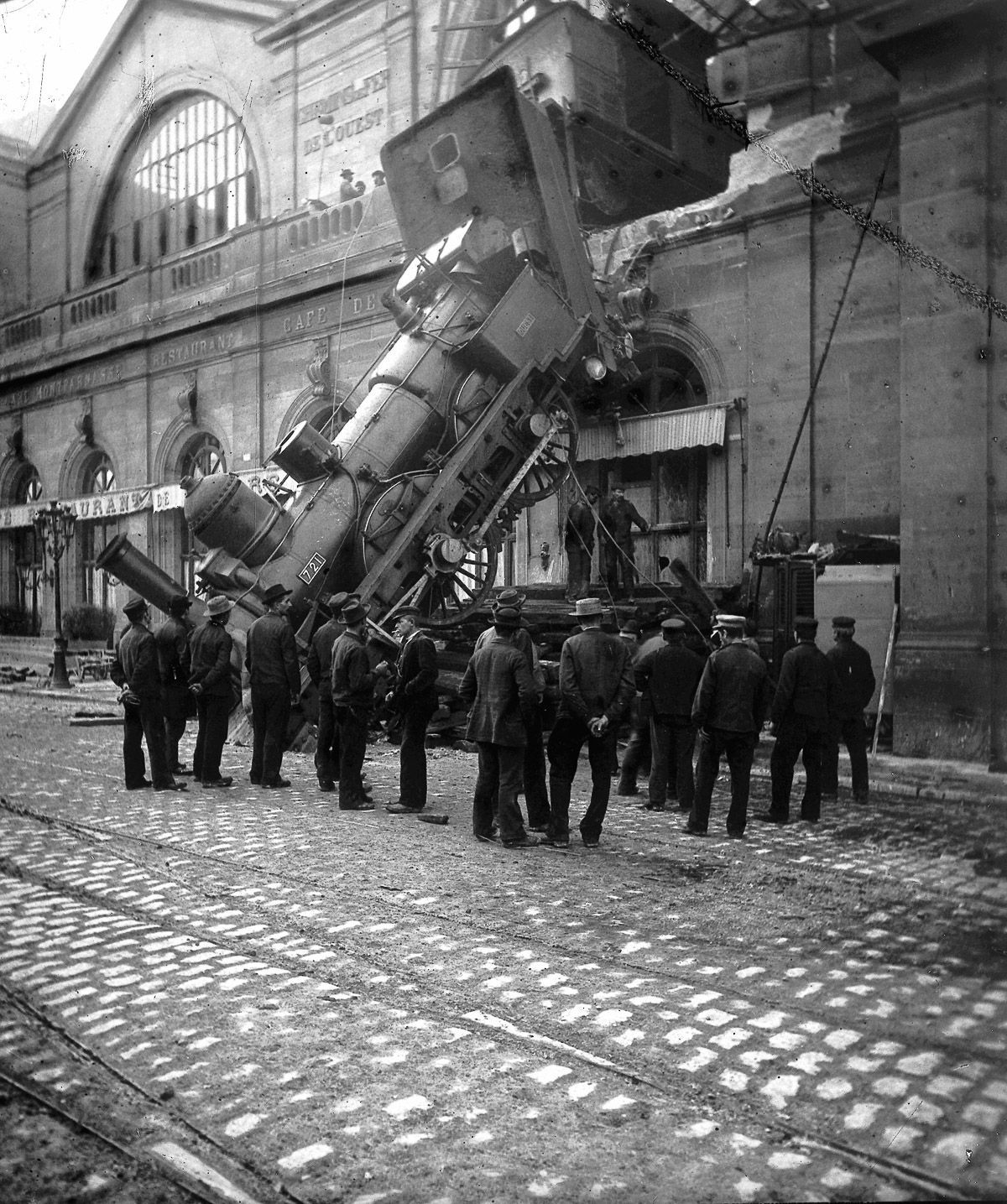
accident de 1895 à la gare Montparnasse

Un accident ferroviaire peut survenir si le train ne s’arrête pas en bout de quai.
Un heurtoir  est placé à l'extrémité des voies, pour arrêter d'éventuels véhicules en dérive et les empêcher de  continuer leur chemin sur le quai transversal.

### Accessibilité
Les gares terminus  permettent aux voyageurs de se déplacer à niveau, depuis le train, vers le hall principal et enfin la rue, sans avoir à emprunter d'escalier.
Le temps de stationnement des trains au terminus permet d'éviter le croisement des flux de voyageurs à la montée et à la descente.

## Gare mixte
Une gare de passage peut aussi posséder des quais terminus, qui seront généralement réservés aux trains régionaux. Mais on peut également rencontrer la situation inverse, par exemple à Paris-Gare-de-Lyon ou à la gare de Paris-Nord, depuis la diamétralisation des circulations du réseau régional alors que les trains grandes lignes sont terminus.
Quand la gare sert d'interconnexion entre des réseaux à gabarit incompatibles, il n'est pas rare qu'elle soit à la fois une gare de passage pour le réseau principal et une gare terminus pour les lignes de chemin de fer secondaire. Par exemple, la gare de Montreux est une gare de passage de la ligne du Simplon à écartement standard. Elle est aussi une gare terminus pour la ligne à voie étroite du chemin de fer Montreux-Glion-Rochers de Naye, ainsi que pour la ligne à voie métrique du MOB.